# João Inácio Müller
João Inácio Müller OFM (ur. 15 czerwca 1960 w Santa Clara do Sul) – brazylijski duchowny katolicki, biskup Campinas od 2019.

## Życiorys
3 grudnia 1988 otrzymał święcenia kapłańskie w zakonie franciszkanów. Po święceniach został prowincjalnym promotorem powołań, zaś po odbytych w Rzymie studiach licencjackich z teologii duchowości pełnił funkcje m.in. definitora prowincji, mistrza nowicjatu, prowincjała oraz przełożonego konferencji brazylijskich franciszkanów.
25 września 2013 papież Franciszek mianował go biskupem diecezji Lorena. Sakry udzielił mu 15 grudnia 2013 kardynał Cláudio Hummes.
15 maja 2019 został mianowany arcybiskupem metropolitą Campinas.